# 2-Cloroetanol
2-Cloroetanol es un compuesto organoclorado con la fórmula HOCH2CH2Cl. Este líquido incoloro, tiene un odor agradable de éter. Es miscible con agua. La molécula es bifuncional, consistiendo tanto de los grupos funcionales cloreto de alquila como de un alcohol.